# Stazione di Villa Literno
Stazione di Villa Literno vasútállomás Olaszországban, Villa Literno településen.

## Vasútvonalak
Az állomást az alábbi vasútvonalak érintik:
- Róma–Formia–Nápoly-vasútvonal
- Villa Literno–Cancello-vasútvonal
- Villa Literno-Nápoly-vasútvonal

## Kapcsolódó állomások
A vasútállomáshoz az alábbi állomások vannak a legközelebb:
- Stazione di Albanova
- Stazione di Cancello Arnone
- Stazione di Giugliano-Qualiano